# Chlorochrysa
Chlorochrysa là một chi chim trong họ Thraupidae.